# مدثر
سوره مدّثر در مکه نازل شده و دارای ۵۶ آیه‌است. کلمه مدثر از آیه نخست این سوره " یا أَیُّهَا الْمُدَّثِّرُ" گرفته شده که - با تشدید دال و تشدید ثاء- در اصل "متدثر" بوده و از مصدر "تدثر" مشتق شده، و "معنایش همانند مزمل پیچیدن جامه و پتو و امثال آن به خود در هنگام خواب نیست"، و خطاب در این جمله به محمد است، که به عنوان کسیکه بار سنگین مسئولیتی را پذیرفته مورد خطاب قرار گرفته، تا ملاطفت را برساند، نظیر جمله "یا أَیُّهَا الْمُزَّمِّلُ" که این انس و ملاطفت را می‌رساند. در ضمن یکی از نام‌های پیامبر اسلام مدثر است.

## نزول
این سوره جزو اولین سوره‌ها است و گفته شده بعد از دعوت آشکار محمد (بقول برخی: دومین سوره و بعد از مزمل یا علق) و در مکه نازل شده‌است.

## محورهای اصلی سوره
محورهای اصلی سوره عبارتند از:
- دعوت محمد به قیام و انذار و ابلاغ آشکار و صبر و استقامت
- اشاره به عظمت شان قرآن و جلالت قدرش
- تأکید بر امر رستاخیز از طریق سوگندهای مکرر
- ارتباط سرنوشت هر انسانی با اعمال او
- تهدید کسانی که منکر قرآن شوند و نسبت سحر به آن دهند، و مذمت کسانی که از دعوت قرآن سر بتابند

## فضیلت
در حدیثی از محمد باقر آمده‌است: 
کسی که سوره مدثر را در نماز واجب بخواند بر خداوند حق است که او را همراه پیامبر و در جوار و درجه او قرار دهد و در زندگی دنیا بدبختی و رنج دامنش را هرگز نگیرد
پیامبر اسلام در حدیثی گفته است:
هر که سوره مدثر را قرائت نماید ده برابر کسانی که رسول خدا را در مکه تصدیق یا تکذیب کردند حسنه عطا می‌شود.